# (28492) Marik
(28492) Marik (2000 CM59) – planetoida z pasa głównego asteroid okrążająca Słońce w ciągu 3,45 lat w średniej odległości 2,28 j.a. Odkryta 1 lutego 2000 roku.